# Elisenberg Station
Elisenberg Station (Elisenberg stasjon) er en halvfærdig jernbanestation i Oslotunnelen i Oslo, omtrent midt mellem Skøyen og  Nationaltheatret. Stationen indgik i NSB's planer for tunnelen i 1960'erne, men den blev aldrig gjort færdig på grund af besparelser og markedsændringer. 
Stationen ligger i nærheden af Gimle kino på Bygdøy allé. Den skulle have være indrettet med en vestibule med billetsalg i gadeplan. Tre elevatorer med en løftehøjde på 30 meter skulle forbinde vestibulen med et plan over perronniveau. Dette plan skulle så fortsætte på en bro over det sydlige (østgående) spor og ende med trapper ned til en 220 meter lang øperron. Perronen i tunnelen nået at blive bygget, ligesom der er blevet afsat lokaler til brug som vestibule på overfladen.

## Historie
Ved planlægningen af Oslotunnelen, der havde til formål at forbinde det vestlige og det østlige jernbanenet sammen i Oslo, indgik der oprindeligt to underjordiske stationer, Elisenberg og Nationaltheatret. Nationaltheatret åbnede sammen med tunnelen 1. juni 1980, men Elisenberg blev aldrig gjort færdig. Byggeriet blev ellers sat i gang, og der blev sprængt ud til den. En øperron er gjort klar, og broen over det sydlige spor til bunden af elevatorskakten skal være færdiggjort. Der er modstridende oplysninger om, hvor vidt elevatorskaktene er sprængt færdige. Anlæggene på overfladen er gjort klar og integreret i den eksisterende bygningsmasse.
Til trods for politisk pres for at få gjort stationen færdig i løbet af 1980'erne skete det ikke. En af årsagerne var, at det område stationen skulle dække, udviklede sig til at blive et boligområde i steder for kontorarbejdspladser. Efter at Nationaltheatret blev udvidet med to nye spor og en nordlig indgang i 1999, blev en åbning af Elisenberg mere problematisk. En åbning af Elisenberg i dag, uden udvidelse til fire spor, vil føre til begrænset kapacitet i Oslotunnelen.
En alternativ mulighed er benytte stationen som nødudgang fra Oslotunnelen, hvilket er blevet foreslået flere gange. Det var især et tema, efter at et tilsyn fra Oslo brann- og redningsetat i 2011 krævede en ny flugtvej.
I KVU Oslonavet, der blev udgivet af Jernbaneverket, Statens vegvesen og Ruter i november 2015, anbefaledes det at anlægge et nyt dobbeltspor mellem Oslo S og Lysaker, hvor lokaltog skulle benytte det ene dobbeltspor og regionaltog det andet. I dette scenarie anbefalede man at tage Elisenberg Station i brug for lokaltog.